# Moane
Moane is een plaats in de Noorse gemeente Øystre Slidre, provincie Innlandet. Moane telt 362 inwoners (2007) en heeft een oppervlakte van 0,83 km².
Moane ligt ten zuiden van de plaats Heggenes.